# Lava em almofada

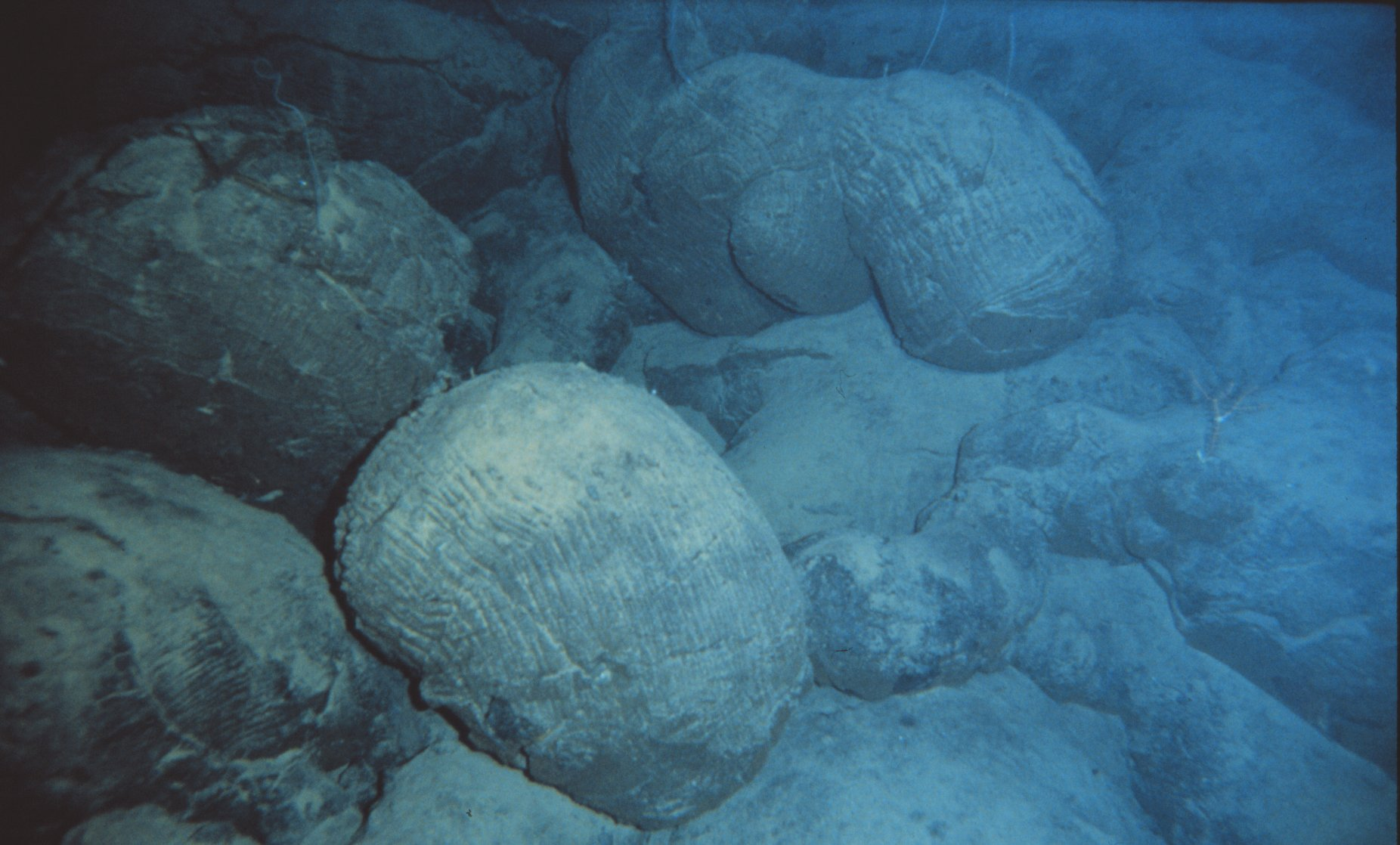
Lava em almofada recentemente formada no mar ao largo do arquipélago do Hawaii.

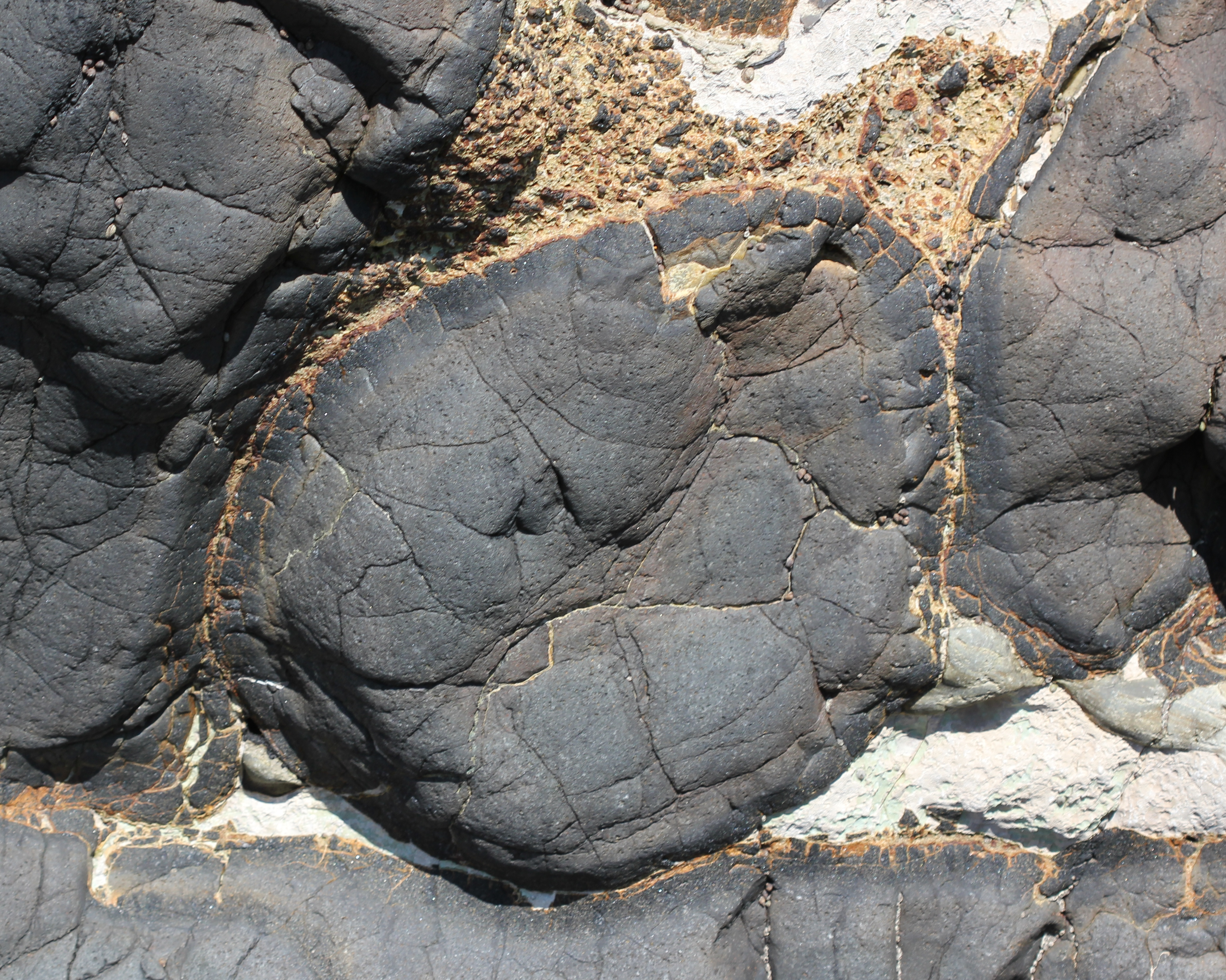
Perfil de lava em almofada exposto em Oamaru, Nova Zelândia.

Lava em almofada, frequentemente em inglês:  Pillow-lava, é a designação dada em geologia e geomorfologia às escoadas lávicas típicas das erupções vulcânicas subaquáticas nas quais lava é extruída no fundo de um mar, lago profundo ou uma cavidade preenchida por água dentro de um glaciar. As lavas em almofada são em geral compostas por basaltos, mas ocorrem "almofadas" de komatito, picrito, boninito, andesito, andesito basáltico e mesmo de dacito. Geralmente a composição afecta o tamanho das «almofadas», já que modifica a viscosidade da lava. Esta denominação deve-se à sua secção aproximadamente esférica, semelhante a almofadas. As lavas em almofada formam-se não apenas em mar profundo, mas também quando lavas subaéreas correm pelas vertentes entrando em contacto com o mar, rios ou lagos.

## Descrição
A produção de «lavas em almofada» ocorre quando lavas intermédias ou máficas são extruídas sob uma massa de água, em especial em erupções submarinas. Tendo em conta a abundância e extensão do vulcanismo de carácter basáltico ao longo das dorsais oceânicas onde existem cadeias quase contínuas de vulcões expulsando lava para os fundos oceânicos, este tipo de lava é o mais abundante na Terra.
As superfícies vítreas destas lavas não são lisas, apresentam gretas, enrugamentos e estrias lineares muitas das quais se intersectam em ângulos rectos. As lavas em almofada podem encontrar-se numa enorme variedade de formas incluindo bolbosas, esféricas, achatadas, alongadas e tubulares, e variam em diâmetro de várias dezenas de centímetros a várias dezenas de metros, contudo, o seu tamanho típico varia entre 0,5 e 1 metro. O interior das lavas em almofada arrefece mais lentamente que a cobertura exterior vítrea e consequentemente é mais cristalino. A cristalização a taxas de arrefecimento progressivamente mais lentas em direcção ao interior produz uma considerável variedade de texturas nas rochas.
Como nova crusta oceânica é formada continuamente ao longo das dorsais meso-oceânicas, novas camadas vão sendo produzidas no centro da dorsal, alimentando os diques que se ligam à câmara magmática. As lavas em almofada e as formas de dique complexas formam parte da clássica sequência de ofiolito quando um segmento da crusta continental está em processo de obducção com a crusta oceânica.
A presença de lavas em almofada nos restos vulcânicos mais antigos que se conhecem na Terra (o Cinturão supracortical de Isua e o Cinturão de Barberton) confirma a presença de grandes corpos de água sobre a superfície do planeta no Eão Arcaico. A presença de lavas em almofada é usada para confirmar ter existido vulcanismo subaquático nos cinturões metamórficos.
Na Península Ibérica ocorrem lavas deste tipo em áreas paleo-vulcânicas do País Basco, da periferia do Maciço Alóctone de Bragança  e do Complexo Vulcânico de Lisboa.
As lavas em almofada também podem ocorrer associadas a vulcões subglaciares nas primeiras etapas de uma erupção.

## Formação
As lavas em almofada forma-se quando o magma alcança a superfície mas, devido à enorme diferença de temperatura entre a lava e a água, a superfície da massa emergente arrefece muito rapidamente, formando uma camada sólida superficial em forma de crosta. A massa de lava continua a crescer por injecção de mais lava no seu interior líquido, formando um lóbulo, até que a pressão interna da lava cresça o suficiente para romper a crusta e começar  a formação de novo lóbulo. O processo ocorre repetidamente, produzindo uma série de massas em forma de lóbulo ou «almofada». Como a crosta arrefece muito mais rápido que o interior do lóbulo, apresenta grão muito fino (textura afanítica) com elementos vítreos, enquanto o interior, que arrefece muito mais lentamente, apresenta cristais de dimensões crescentes à medida que estão mais afastados da periferia.